# Galàxia el·líptica

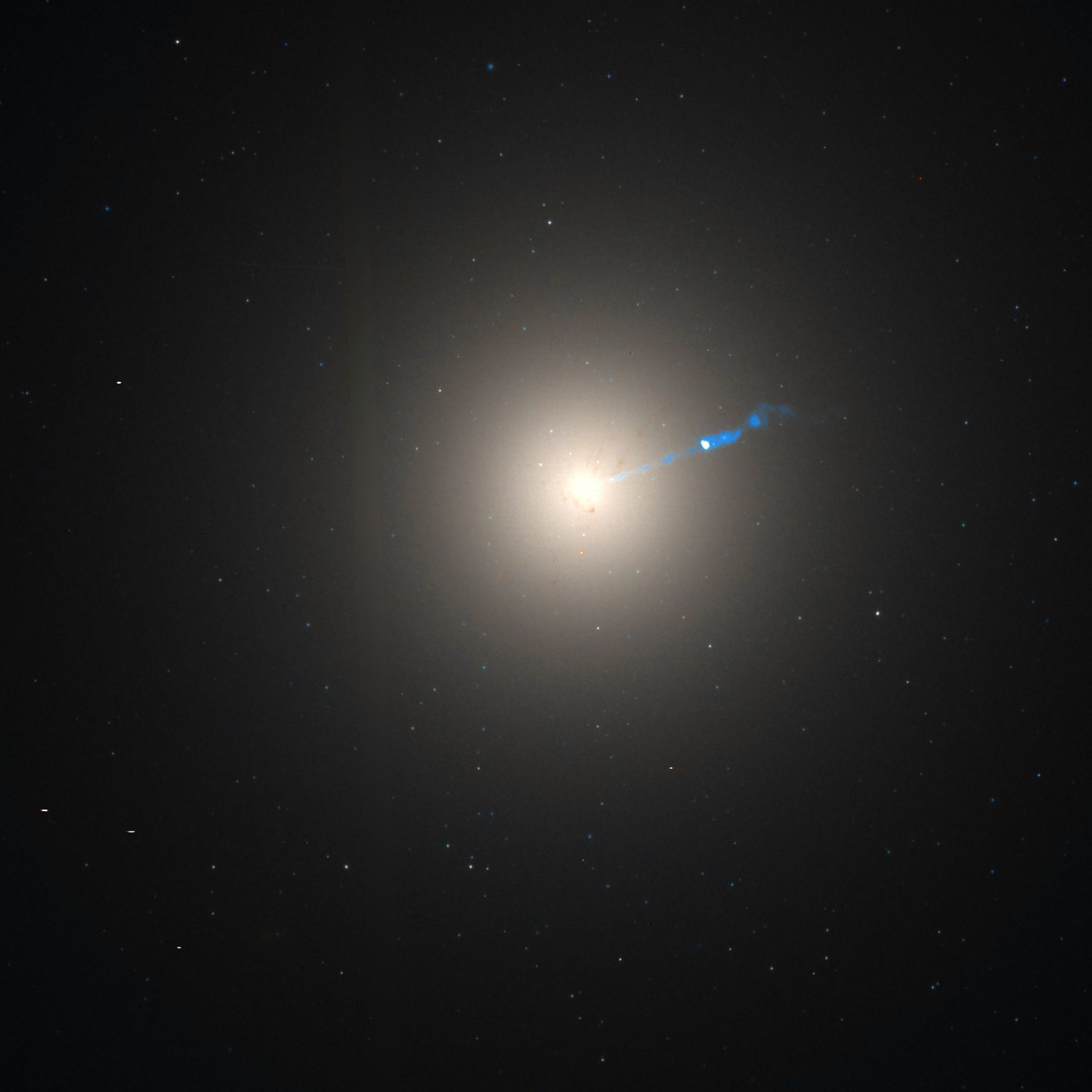
Messier 87, una galàxia el·líptica gegant típica.

Una galàxia el·líptica és un tipus de galàxia de la seqüència de Hubble que es caracteritza per les següents propietats físiques:
- moment angular absent o insignificant;
- poca o gens de matèria interestel·lar (gas i pols), sense estrelles joves, absència de cúmuls oberts;
- composta d'estrelles velles, anomenades població II.
- En la seqüència de Hubble, les galàxies el·líptiques es classifiquen amb una "E" seguida d'un número (a vegades posat com subíndex) entre 0 i 7[1] que es calcula amb la següent fórmula: {\displaystyle 10\times \left(1-{\frac {b}{a}}\right)}, on a i b són respectivament els semieixos major i menor de la galàxia.

El tipus més comú és l'E₃, i el màxim és l'E₇ —car per sobre, la galàxia tendiria a dispersar-se i a prendre una forma més voluminosa—, i cal destacar que el seu aspecte depèn no només de la seva forma sinó de l'angle amb què es veu, de manera que algunes E0 són en realitat allargades —quelcom de ja comentat pel mateix Edwin Powell Hubble—.
Aquests són, tanmateix, els únics punts que solen tenir en comú, car les galàxies el·líptiques varien molt en lluminositat, massa i mida, anant des de les petites nanes esferoïdals, de característiques semblants a les d'un cúmul globular -però molt riques en matèria fosca- o les galàxies el·líptiques nanes, fins a les grans galàxies el·líptiques presents en grans cúmuls de galàxies (per exemple, les galàxies de tipus D i cD, caracteritzades per estar envoltades per un gran halo Difús, tipus al qual pertany la M87, el prototip de galàxia el·líptica gegant) —entre les quals es troben les galàxies més grans i brillants de l'univers—.
Físicament també es poden dividir en dos tipus: les "quadrades" —que solen ser galàxies grans-, la forma de les quals és determinada per moviments aleatoris de les seves estrelles, però que són més grans en algunes direccions que en altres—, i les "discoïdals", sovint de lluminositat mitjana o baixa, en les quals les estrelles solen tenir velocitats similars, però que estan relativament aplanades a causa de la rotació de la galàxia.
Les grans galàxies el·líptiques solen tenir un sistema de cúmuls globulars, nuclis dobles, i gran quantitat de galàxies satèl·lit. Una possible interpretació és el canibalisme galàctic, és a dir l'absorció d'una galàxia menor per una de més gran —per exemple, se sap que la nostra Via Làctia està "digerint" un parell de galàxies menors en l'actualitat—.
La imatge tradicional de les galàxies el·líptiques les presenta com galàxies on la formació estel·lar acabà després de l'esclat inicial, presentant ara només estrelles velles.
Algunes observacions recents han trobat cúmuls d'estrelles joves blaves dins d'algunes galàxies el·líptiques, juntament amb altres estructures que poden explicar-se per fusió de galàxies. En la nova visió, una galàxia el·líptica és el resultat d'un llarg procés on diverses galàxies menors, de qualsevol tipus, topen i es fusionen en una de més gran; un excel·lent exemple d'això en acció observat amb ajuda del Telescopi Spitzer és el que està tenint lloc al cúmul de galàxies CL0958+4702, a gairebé cinc mil milions d'anys llum de la nostra galàxia, on quatre grans galàxies estan fusionant-se entre si per donar lloc a una galàxia el·líptica molt més gran envoltada per un gran halo format per milers de milions d'estrelles expulsades durant la fusió.
Es creu que totes les galàxies el·líptiques gegants tenen un forat negre supermassiu al centre.

## Classificació

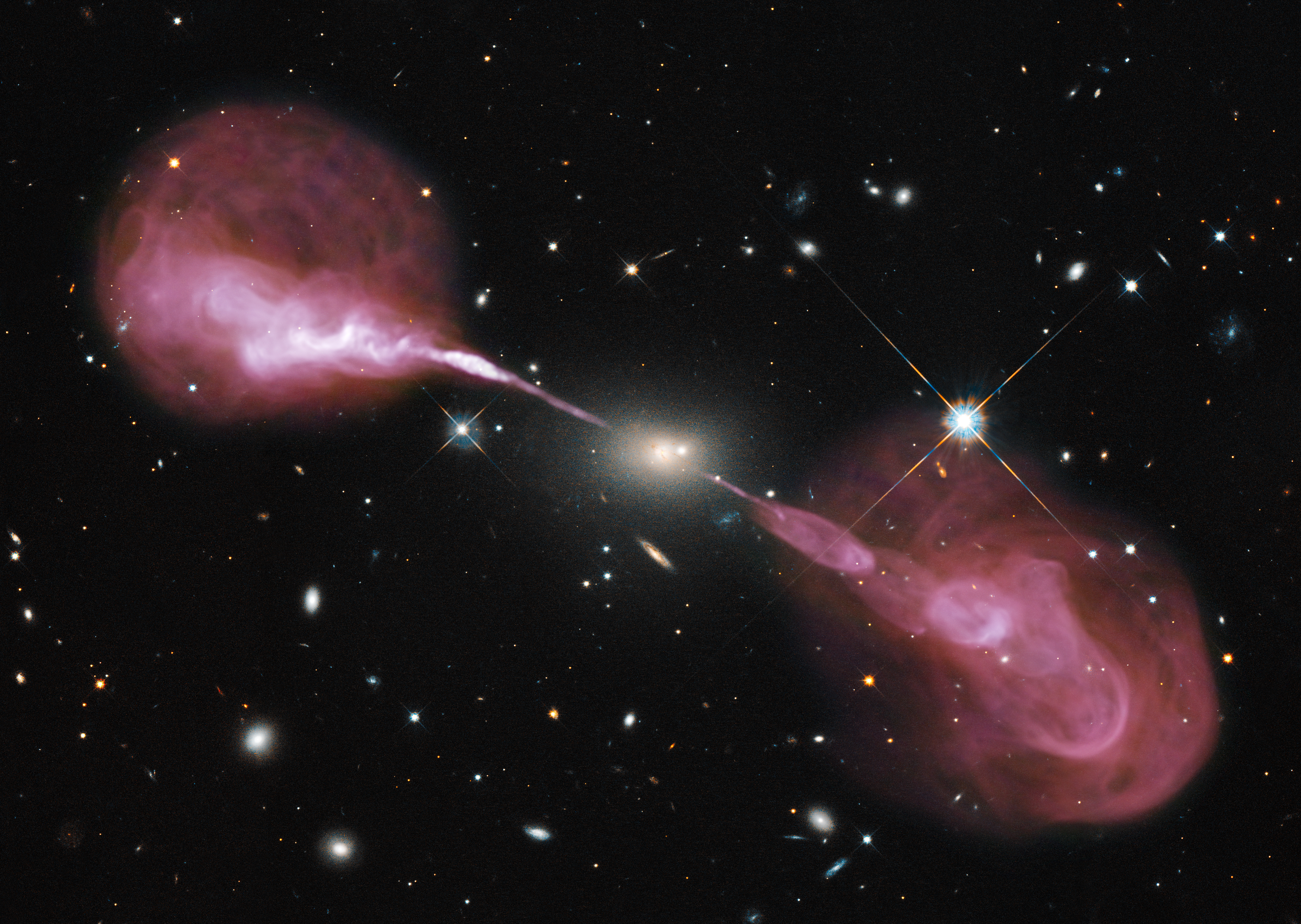
Hèrcules A, una galàxia el·líptica supergegant i també una radiogalàxia. Els lòbuls de ràdio mostrats aquí a rosa tenen més d'un milió d'anys llum de diàmetre.

Les galàxies més grans són el·líptiques supergegants, o galàxies de tipus-cD. Les galàxies el·líptiques varien enormement tant en grandària com en massa, amb diàmetres que van des dels 3.000 anys llum fins a més de 700.000 anys llum, i masses des 105 fins gairebé 1013 masses solars. Aquest rang és molt més ampli per a aquest tipus de galàxies que per a qualsevol altre. Les més petites, les galàxies el·líptiques nanes, poden no ser més grans que un cúmul globular típic, però contenen una quantitat considerable de matèria fosca no present en els cúmuls. La majoria d'aquestes petites galàxies poden no estar relacionades amb altres el·líptiques.
Es classifiquen amb una E seguida d'un nombre (de vegades posat com a subíndex) entre 0 i 7 que es calcula amb la fórmula següent: {\displaystyle 10\times \left(1-{\frac {b}{a}}\right)}, on a i b són respectivament els semieixos major i menor de la galàxia.
El tipus més comú és el E3, i el màxim és el E7 –ja que per sobre, la galàxia tendiria a dispersar-se ia prendre una forma més voluminosa–, i cal destacar que el seu aspecte depèn no només de la forma sinó de l'angle amb què la veiem, de manera que algunes E0 són en realitat elongades –cosa ja comentada pel propi Edwin Powell Hubble.
Així, per a una galàxia esfèrica amb a igual a b, el número
és 0, i el tipus de Hubble és E0. Encara que el límit a la literatura se situa al voltant d'E7, se sap des de 1966 que les galàxies E4 a E7 són galàxies lenticulars mal classificades amb discos inclinats en diferents angles respecte a la nostra línia de visió. Això s'ha confirmat mitjançant observacions espectrals que revelen la rotació dels discos estel·lars. Hubble va reconèixer que la seva classificació de formes depèn tant de la forma intrínseca de la galàxia com de l'angle amb què s'observa la galàxia. Per això algunes galàxies amb el tipus E0 de Hubble són en realitat allargades.
De vegades es diu que hi ha dos tipus físics d'el·líptiques: les el·líptiques gegants amb isòtops en forma de caixa, les formes de les quals són el resultat d'un moviment aleatori major en unes direccions que en altres (moviment aleatori anisòtrop); i les el·líptiques normals i nanes, que contenen discos. Això és, però, un abús de la nomenclatura, ja que hi ha dos tipus de galàxies de tipus primerenc, les que tenen disc i les que no. Donada l'existència de galàxies ES amb discos d'escala intermèdia, és raonable esperar que hi hagi una continuïtat d'E a ES, i cap a les galàxies S0 amb els seus discos estel·lars de gran escala que dominen la llum a grans radis.

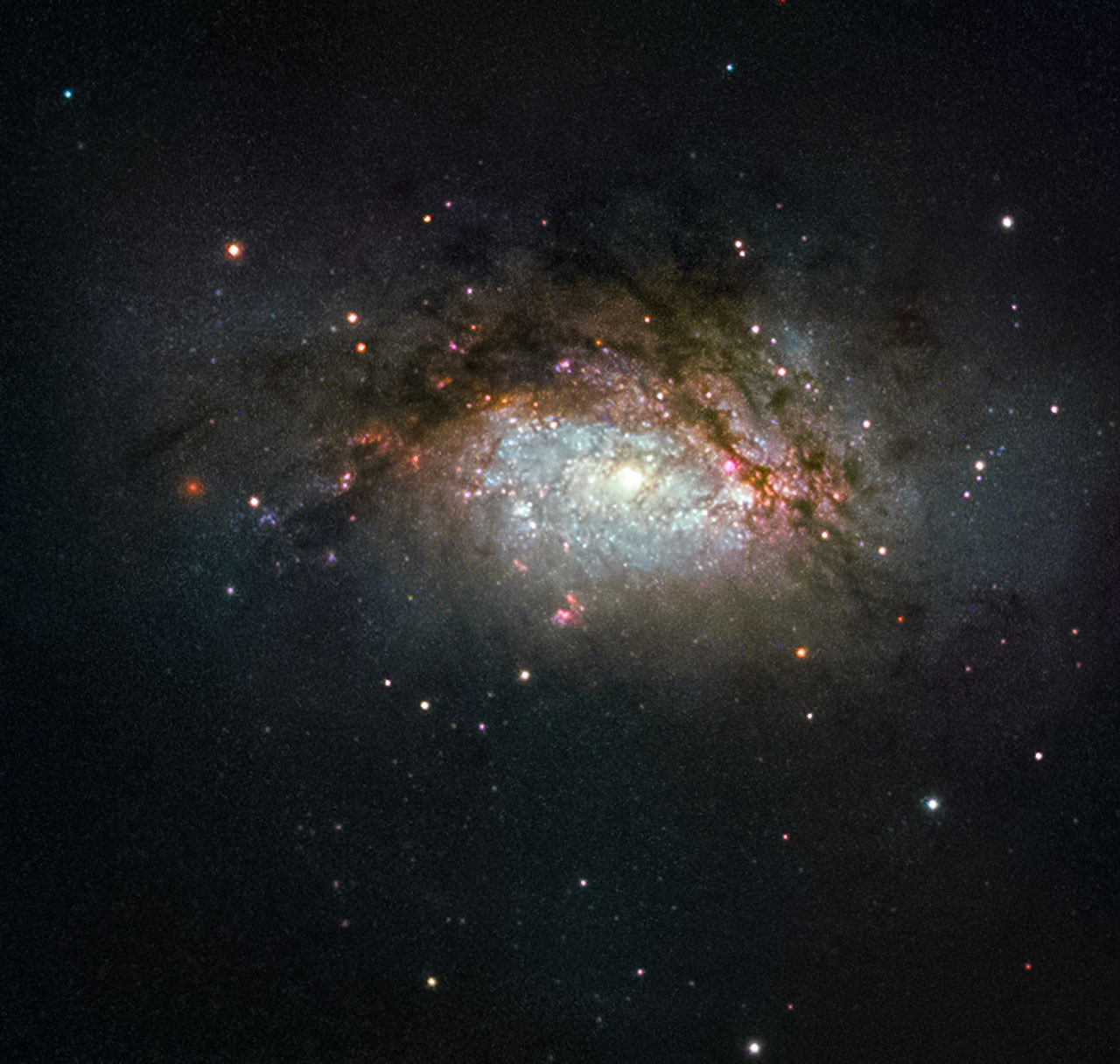
NGC 3597 és el producte d'una col·lisió entre dues galàxies. Està evolucionant cap a una galàxia el·líptica gegant.

Les galàxies nanes esferoïdals semblen ser una classe diferent: les seves propietats són més semblants a les de les galàxies irregulars i les galàxies espirals tardanes.
A l'extrem superior de l'espectre el·líptic, hi ha una divisió més àmplia, més enllà de la classificació de Hubble. Més enllà de les el·líptiques gegants gE, es troben les galàxies-D i les galàxies-CD. Són similars a les seves germanes menors, però més difuses, amb grans halos que poden pertànyer tant al cúmul galàctic on es troben com a la galàxia geganta situada al centre.

## Característiques físiques

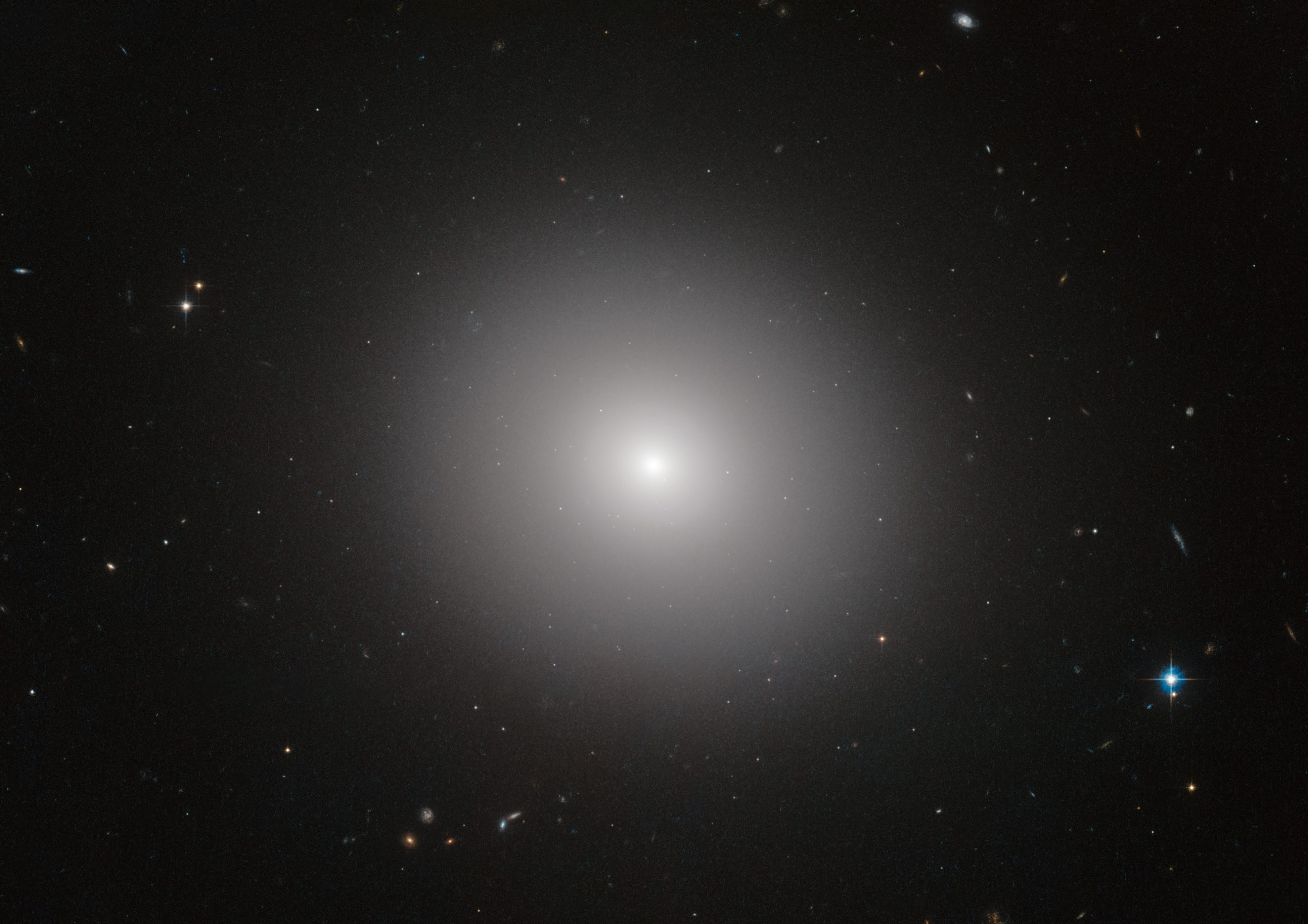
Galàxia el·líptica IC 2006

Les galàxies el·líptiques varien molt en lluminositat, massa i grandària, anant des de les petites nanes esferoïdals, de característiques semblants a les d'un cúmul globular -però molt riques en matèria fosca- o les galàxies el·líptiques nanes, fins a les grans galàxies el·líptiques presents en grans cúmuls de galàxies (per exemple, les galàxies de tipus D i cD, caracteritzades per estar embolicades per un gran halo difús, tipus al qual pertany la M87, el prototip de galàxia el·líptica gegant) –entre les quals es troben les majors i més brillants galàxies de l'Univers. Les seves característiques comunes són:
- Absència o insignificant moment angular.
- Absència o insignificant quantitat de matèria interestel·lar (gas i pols), sense estrelles joves, absència de cúmuls oberts (llevat d'excepcions puntuals com NGC 1275).
- Compostes sobretot per estrelles antigues, anomenades població II.

Físicament, també es poden dividir en dos tipus: les "quadrades" –que solen ser galàxies grans–, la forma de les quals és determinada per moviments aleatoris de les seves estrelles, però que són més grans en algunes direccions que en altres-, i les "discoidals", sovint de lluminositat mitjana o baixa, en les quals les estrelles solen tenir velocitats similars, però que estan relativament a la velocitat; altres diferències entre ambdós tipus són:
- Concentració de llum central: A les "quadrades" hi ha una manca de concentració de llum al seu centre mentre que les "discoidals" tenen més concentració de llum allà.

- Poblacions estel·lars: Mentre que les primeres estan compostes d'estrelles velles amb més riquesa en elements pesants, a les segones hi ha poc o cap enriquiment d'aquests elements i les seves estrelles són més joves (no gaire més).

- Fonts d'ones de ràdio: Les galàxies el·líptiques "quadrades" contenen de vegades fonts que produeixen fortes emissions d'ones de ràdio; a les discoïdals això és molt més estrany.

- Medi interestel·lar: les primeres solen tenir gas calent que es pot detectar gràcies a la seva emissió de raigs X, sobretot en les més grans; a les segones és molt més estrany que hagi dit gas.

Les galàxies el·líptiques es caracteritzen per diverses propietats que les distingeixen d'altres classes de galàxies. Es tracta de masses estel·lars esfèriques o ovoides, sense gasos estel·lars. A més, hi ha molt poca matèria interestel·lar (ni gas ni pols), el que es tradueix en baixes taxes de formació estel·lar, pocs cúmuls estel·lars oberts, i poques estrelles joves; més aviat les galàxies el·líptiques estan dominades per poblacions estel·lars velles, la qual cosa els confereix colors vermellosos. Les grans galàxies el·líptiques solen tenir un extens sistema de cúmuls globulars. Generalment, tenen dues poblacions diferents de cúmuls globulars: una més vermella i rica en metalls, i una altra més blava i pobra en metalls.
Les propietats dinàmiques de les galàxies el·líptiques i els bulbs de les galàxies de disc són similars, el que suggereix que poden estar formades pels mateixos processos físics, encara que això segueix sent controvertit. Els perfils de lluminositat tant de les galàxies el·líptiques com dels embalums s'ajusten bé a la Llei de Sersic, i una sèrie de relacions d'escala entre els paràmetres estructurals de les galàxies el·líptiques unifiquen la població.
Tota galàxia el·líptica massiva conté un forat negre supermassiu al seu centre. Les observacions de 46 galàxies el·líptiques, 20 protuberàncies clàssiques i 22 pseudobulbs mostren que cadascuna conté un forat negre al centre. La massa del forat negre està estretament correlacionada amb la massa de la galàxia, evidenciat a través de correlacions com la relació M-sigma que relaciona la dispersió de velocitat de les estrelles circumdants amb la massa del forat negre al centre.
Les galàxies el·líptiques es troben preferentment a cúmuls i en grups de galàxies compactes.
A diferència de les galàxies espirals planes amb organització i estructura, les galàxies el·líptiques són més tridimensionals, sense gaire estructura, i les seves estrelles estan en òrbites una mica aleatòries al voltant del centre.

## Cúmuls globulars i galàxies satèl·lit
Les grans galàxies el·líptiques solen tenir un sistema de cúmuls globulars, nuclis dobles, i gran quantitat de galàxies satèl·lit. Una possible interpretació és el canibalisme galàctic, és a dir l'absorció d'una galàxia menor per una major –per exemple, se sap que la nostra Via Làctia està "digerint" un parell de galàxies menors en l'actualitat.

## Exemples
- M32
- M49
- M59
- M60
- M87
- M105
- M110